# Бред Раффенспергер
Бредфорд Джей Раффенспергер (англ. Bradford Jay Raffensperger, нар. 18 травня 1955) — американський політик, бізнесмен та інженер-будівельник із штату Джорджія. Республіканець, обіймає посаду секретаря штату Джорджія. Раніше представляв округ 50 у Палаті представників Джорджії. Після президентських виборів у США 2020 року стався скандал, у якому президент Дональд Трамп під час записаного телефонного дзвінка 2 січня 2021 року спробував переконати Раффенспергера змінити підрахунок голосів у Джорджії. У відповідь Раффенспергер заявив, що «правда виявиться». Потім офіс секретаря дав пресконференцію з покроковим поясненням фактичних помилок у претензіях президента.

## Освіта
Раффенспергер здобув ступінь бакалавра цивільного будівництва в Університеті Західного Онтаріо та магістра ділового адміністрування в Університеті штату Джорджія.

## Кар'єра
Раффенспергер — генеральний директор Tendon Systems, LLC, підрядної та інжинірингової фірми, яка працює в Колумбусі та окрузі Форсайт, штат Джорджія. Завдяки своїй роботі в приватному секторі він накопичив власний капітал у розмірі 26,5 мільйона доларів США.
Раффенспергер завжди був республіканцем. Займав позицію у міській раді Джонс-Крік з 2012 по 2014 рік, замінивши Дена Маккейба. Подав у відставку в 2014 році, щоб балотуватися на спеціальних виборах представника 50-го округу в Палаті Джорджії, і його наступником став Кріс Кофлін.
У 2015 році виграв вибори до Палати представників Джорджії, змінивши на посаді Лінні Райлі.
У Палаті штату Раффенспергер підтримував законодавство, яке забороняло чиновникам округу особисто отримувати прибуток від податкової застави. Раніше уповноважений з питань оподаткування округу Фултон особисто збирав збори з податкової застави та продажу податкової застави приватним колекторським компаніям, дозволяючи йому накопичити 200 000 доларів за чотирирічний період. Законодавство припинило цю практику самозбагачення. Раффенспергер також підтримав пропозицію з внесення змін до конституції штату Джорджія, які дозволять відновлювати округ, який існував раніше, але згодом об'єднався з іншим округом; це дозволить північному округу Фултон відокремитися від округу Мілтон.
На виборах 2018 року Раффенспергер балотувався на посаду державного секретаря Джорджії. Державний секретар у Джорджії наглядає за виборами та є головою державної виборчої комісії. Державний секретар також контролює реєстрацію бізнесу та професійне ліцензування.
На виборах 2020 року Раффенспергер вжив заходів для заохочення голосування поштою. Заявки на віддалене голосування не розсилали усім активним зареєстрованим виборцям, посилаючись на вартість масової розсилки. Натомість Раффенспергер створив онлайн-портал, де виборці штату Джорджія могли зробити запит на поштовий бюлетень. Він закликав виборців скористатися особистим достроковим голосуванням та голосуванням поштою.

## Особисте життя
Раффенспергер та його дружина Тріша мають трьох дітей та двох онуків. Раффенспергер має чотирьох братів і сестер. Трамп помилково стверджував, що Раффенспергер має брата Рона, який «працює на Китай», але Раффенспергер не має брата на ім'я Рон.